# 大肚鳳凰螺
大肚鳳凰螺（学名：Strombus labiosus）为鳳凰螺科鳳凰螺屬下的一个种。